# Axel Sandberg (militär)
Axel Viktor Sandberg, född 3 oktober 1866 i Södra Ljunga socken, död 17 oktober 1927 i Stockholm, var en svensk intendenturofficer.
Axel Sandberg var son till kaptenen och kommissionslantmätaren Victor Ludvig Sandberg. Han blev underlöjtnant vid Kronobergs regemente 1890, genomgick Krigshögskolan 1894–1896, utnämndes till intendent vid Intendenturkåren 1900 och blev regementsintendent vid Göta livgarde 1906. Han befordrades till fältintendent 1911, till överstelöjtnant 1916 och till överste i Intendenturkåren 1919 samt erhöll avsked ur aktiv tjänst 1926, Sandberg tjänstgjorde under sina tidigare intendenturår vid Intendenturkårens huvudstation och deltog där i intendenturväsendets nydaningsarbete, som inleddes i början av 1900-talet. Han var lärare vid undervisningskurserna för intendentsaspiranter och vid militärförvaltningskursen 1901–1911. 1902 förordnades Sandberg till sekreterare i utrustningskommissionen och innehade den posten under det genomgripande nydaningsarbetet fram till 1919. Under sina sista fem år som regementsintendent vid Göta livgarde utvecklade Sandberg detta regementes intendenturkår till ett mönster. De första kurserna för utbildning av köksföreståndare vid armén leddes under denna period av Sandberg. Från 1911 till avskedet var Sandberg fördelningsintendent vid Femte arméfördelningen. Han var ordförande för centralupphandlingssakkunniga 1913–1921 och satte sin prägel på de stränga regler för statens upphandlingsväsende, som blev resultatet av de sakkunnigas arbete. Sandberg blev ledamot av Krigsvetenskapsakademien 1915.